# Mucuchí
El mucuchí (Mokochi) és una suposada llengua timote-cuica de Veneçuela. El mirripú (maripú) n'era un dialecte. La majoria de classificacions els situen com a dialectes del timote, amb el cuica com a llengua separada, però les dades de Loukotka indiquen que timote i cuica eren una mateixa llengua, i el mucuchí-marripú una altra; això es reflecteix a Campbell (2012).